# Джованни Висконти (Галлура)

Юдикаты средневековой Сардинии.

Джованни Висконти (Giovanni Visconti de Gallura, sarde: Chianu Visconti) (ум. 1275) — судья Галлуры с 1238.
Сын Убальдо I Висконти, двоюродный брат Убальдо II, который в составленном в 1237 г. завещании назначил его своим наследником в юдикате Галлура.
Однако вдова Убальдо II Аделазия ди Торрес вскоре вышла замуж за Энцо, внебрачного сына императора Фридриха II, вместе с которым вокняжилась в Галлуре и Логудоро (Торресе).
Но в 1239 году король Энцо покинул Сардинию, и после его отъезда Джованни Висконти восстановил свои права в качестве наследника.
В 1254 г. он вступил в военный альянс с Пизой, начавшей войну против Джованни ди Кальяри. Завоевав юдикат, Пиза разделила его между своими союзниками, в том числе Джованни Висконти получил треть — куратории Олиастра, Квирра, Саррабус и Колостраи.
В последующие годы Джованни Висконти жил в основном в Пизе, где участвовал на стороне гвельфов в борьбе с гибеллинами. В 1274 г. был изгнан из города. Вступив в союз с Луккой и Флоренцией, захватил замок Монтополи. Однако вскоре Джованни Висконти умер, и Пиза вернула себе все завоёванные им территории.
Джованни Висконти был женат дважды. Первая жена — Доминиката (ум. 1259), дочь Альдобрандино Гуаланди-Кортевеккиа. Вторая жена — Джованна, дочь Уголино делла Герардеска, графа Доноратико. От неё сын:
- Нино Висконти.